# Richard Carrier
Pour les articles homonymes, voir Carrier (homonymie).
Richard Cevantis Carrier (né le 1er décembre 1969) est un historien américain.

## Biographie
Il est connu dans le monde anglo-saxon pour ses prises de position diffusées par le biais du site Internet Infidels, aussi connu sous le nom de Web séculier, site pour lequel il occupe le poste d'éditeur en chef depuis plusieurs années.
Fervent défenseur de l'athéisme et du naturalisme, ses articles sont diffusés par le biais de livres, de journaux, de magazines, et Carrier occupe une place de premier plan dans le documentaire The God Who Wasn't There, dans lequel il est interviewé sur la question de l'historicité de Jésus de Nazareth. Il défend particulièrement la thèse mythiste dans sa contribution à l'ouvrage collectif The Empty Tomb: Jesus Beyond The Grave